# Баян Ширянов

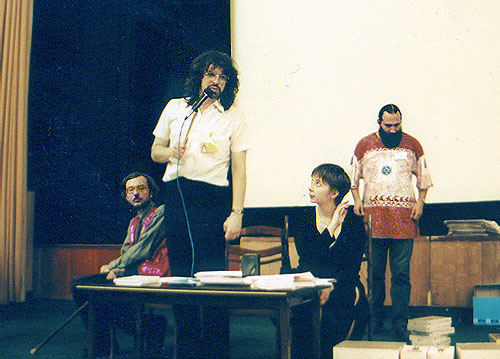
Вадим Гущин, Дмитрий Кузьмин, Настик Грызунова и Баян Ширянов на сцене. Награждение лауреатов сетевого литературного конкурса «Тенёта-Ринет» в 1998 году

Бая́н Первитинович Ширя́нов (настоящее имя — Кирилл Борисович Воробьёв; 27 сентября 1964, Киров — 14 июня 2017, Москва) — русский писатель и журналист, известный по публикации в Интернете романа «Низший пилотаж», рассказывающего о жизни московских наркоманов, употреблявших психостимулирующие вещества.

## Биография
Начинал как автор криминальной прозы в конце 1990-х годов.
С 1996 года зарабатывал исключительно литературой.
Академик Интернетакадемии. Лауреат 5-й церемонии награждения «Лидеров российского книжного бизнеса» на ММКЯ (1998).
Обладатель антипремии «Полный абзац» (2002). Номинант премии «Национальный бестселлер 2002».
Член Союза писателей Москвы с 2002 года.
Первые тексты Ширянова были опубликованы в Интернете, в котором он был известен под никами Кира Мурашова и Кир Моталкин. Самый скандальный из них, «Низший пилотаж» (выдвигался на премию Аполлона Григорьева (2001)), попал в Интернет случайно и без ведома автора.
Известность роман получил после победы в сетевом конкурсе «Арт-Тенёта-97». В 2000 году «Пилотаж» был издан в «Ад Маргинем» тиражом 5000 экземпляров. Случился скандал[какой?]. Книгу тут же запретили[кто?] продавать в магазине «Библио-Глобус».
Позже с подачи движения «Идущие вместе» писателем заинтересовалась прокуратура. Дело было возбуждено по статье 242 УК РФ, которая предусматривает наказание за распространение порнографических материалов. На лето 2004 года слушания по «порнографическим» статьям в московских судах продолжались. 25 августа 2005 года Басманный суд Москвы вынес по делу оправдательный приговор.
Автор книг «Монастырь» (2002), «Могила Бешеного» (2002), «Занимательная сексопатология» (2002), «Верховный пилотаж» (2002), «Дуэль» (2003), «Срединный пилотаж» (2002), «Пономарь» (2003), «Оборотень» (2003).
Долгое время злоупотреблял психоактивными веществами. С 2015 года находился на амбулаторном лечении по поводу энцефалопатии, выявленной несколькими годами ранее. В апреле 2015 года попал в больницу с горловым кровотечением, 5 мая выписан для лечения и ухода на дому.
Умер 14 июня 2017 года от цирроза печени в московской больнице. Похоронен на Хованском кладбище.

## Творчество

### Цикл романов «Пилотажи»
В этот цикл входят три произведения: «Низший пилотаж», «Срединный пилотаж» и «Верховный пилотаж».
Романы посвящёны жизни московских наркоманов. Описываются характерные моменты жизни наркоманов, типичные ситуации, специфическая субкультура их сообщества, ощущения, галлюцинации, девиации поведения, обыгрываются некоторые циркулирующие в этой среде мифы.
Структурно романы представляют собой неупорядоченные наборы не связанных общим сюжетом рассказов, каждый из которых либо описывает какой-то фрагмент из жизни наркоманов, либо состоит из рассуждений наркоманов о предметах и явлениях, связанных с употреблением наркотиков. Единственная связь сюжетов — повторяющиеся условные имена персонажей: Наво́тно Сто́ечко (На вот настоечку), Се́марь-Здра́харь, Чевеи́д Сната́йко и др.
В романах активно используется нецензурная лексика, присутствуют эпизоды, которые могут быть сочтены непристойными (что явилось одной из причин резкого неприятия цикла многими критиками). С другой стороны, именно такое описание создаёт «эффект присутствия», заставляя читателя почувствовать себя непосредственным свидетелем происходящих событий.
«Низший пилотаж» впервые был опубликован в сети Интернет на сервере «Русской маргинальной культуры» в 1996 году. При издании бумажного варианта «Ад Маргинем» в книгу была добавлена финальная глава «Улица мёртвых наркоманов», отсутствовавшая в тексте 1996 года, в которой описывается последующая гибель всех героев книги.
«Верховный пилотаж» датируется автором 1998—2000 годами. В заключительной главе, оформленной в виде рабочей заметки автора от 6 сентября 2000 года, говорится о его плане дописать ещё 150 тысяч знаков после перерыва на приём дозы наркотика, и книга будет завершена: «Верхний и нижний. И никаких средних!». В сентябре 2000 года в Интернете появилась новость о том, что Баян Ширянов умер от передозировки первитина 7 сентября 2000 года.
«Срединный пилотаж» датируется автором в конце романа 1998—2001 годами, издан в 2002 году. Работа над ним была начата в продолжение первой книги, и шла после публикации «Верховного пилотажа». Были использованы как не вошедшие в первую книгу, так и новые материалы.
Борис Стругацкий, входивший в жюри «Арт-Тенёта-97», в чате с читателями в ответ на вопросы о «Низшем пилотаже» и его победе в конкурсе дал роману свою характеристику:
Эта вещь написана, скорее, в традициях бессмертного «Николай Николаевича». А может быть, в каком-то смысле, Владимовских «Трёх минут молчания». […] Я не считаю НП лучшим из представленных произведений. Но это безусловно произведение яркое, неожиданное и жестокое. Это отнюдь не жемчужина в навозной куче. Это, скорее, язва на симпатичном лице — безобразная, страшная, но внимание привлекает — глаз не оторвать. 

### Роман «Пробел»
Баян Ширянов является автором самого короткого литературного произведения, которое только возможно создать. Роман «Пробел», написанный в 1998 году, состоит из единственного пробела. По словам автора, ему надо срочно было что-то написать для конкурса «Арт-Тенёта 98», а времени не было. Роман был номинирован и его обсуждение составило в общей сложности более 500 000 знаков текста.

### Роман «Содом Капустин»
Последний роман Баяна Ширянова. Написан под псевдонимом Содом Капустин, так же зовут и главного героя. Повествование идёт от второго лица. Роман рассказывает о жизни «опущенного» в некой аллегорической тюрьме. Герой принял решение быть абсолютно пассивным и весь роман всё строже придерживается этого правила. В процессе развития сюжета все окружающие имеют с героем сексуальные сношения в самые разные части тела. Текст написан намеренно выспренним языком, изобилующим неологизмами, резко контрастирующим с описываемыми событиями. Автор считает, что создал первый в истории литературы «голографический текст».